# Homalanthus longistylus
Homalanthus longistylus là một loài thực vật có hoa trong họ Đại kích. Loài này được K.Schum. & Lauterb. mô tả khoa học đầu tiên năm 1900.